# Baptotropa pallidior
Baptotropa pallidior är en fjärilsart som beskrevs av Joannis 1930. Baptotropa pallidior ingår i släktet Baptotropa och familjen mott. Inga underarter finns listade i Catalogue of Life.